# (2067) Aksnes
Aksnes és l'asteroide número 2067. Va ser descobert per l'astrònom Yrjö Väisälä des de l'observatori de Turku (Finlàndia), el 23 de febrer de 1936. La seva designació provisional era 1936 DD.